# Пагус
Пагус (на латински: Pagus, мн. ч. Pagi) е римски административен термин, обозначаващ селско подразделение на племенна територия, включващо отделни ферми, села (vici) и крепости (oppida), служещи за убежищe. От Диоклециан (284–305 г. сл.н.е.) нататък се отнася до най-малката административна единица в една провинция.

## Етимология
Pāgus е латинска дума с корена pāg-, удължена степен (т. нар. Vṛddhi) на индоевропейския корен * pag-, който в глаголната си форма означава „да се закрепи“, което в конкретната дума може да се преведе с „граница, маркирана с колчета на земята“. В семантиката * pag-, използван в pāgus, е статичен глагол с немаркиран лексикален аспект на състояние в резултат на завършено действие: „то е маркирано“, преобразувано в съществително име с -us. Като се има предвид, че древните маркират общинските области с гранични камъни, коренното значение не е нищо повече от земя, измерена за общината с колчета и по-късно маркирана с гранични камъни – непроменен през хилядолетията процес.
По-ранни хипотези относно произхода на pāgus предполагат, че това е старогръцка заемка или от πήγη, pége, „селски кладенец“ или от πάγος, pagos, „хълм-форт“. Английският лексикограф сър Уилям Смит се противопоставя на това с мотива, че нито кладенецът, нито крепостта се появяват в значението на пагус-а.
Самата дума pagus е основата на думите за държава в романските езици, като напр. pays на френски и país на испански.

## Римска употреба
На класически латински pagus се отнася до област или общност в рамките на по-голяма полития. Юлий Цезар напр. се отнася към pagi в рамките на по-голямата полития на келтските хелвети.
Pagus и vicus (малко населено място или село) са характерни за предградската организация на провинцията. В латинската епиграфика от Републиканската епоха pagus се отнася до местни териториални деления на народите от Централните Апенини и се предполага, че изразява местните социални структури в различните им съществувания.
Като неофициално наименование за селски район pagus е гъвкав термин, който обхваща културния хоризонт на хората, чийто живот е ограничен от тяхното населено място: земеделски работници, селяни, роби. В рамките на намалената площ на подразделените провинции на Диоклециан pagani може да имат няколко вида фокални центрове. Някои са управлявани от град, вероятно седалище на епископ; други pagi са управлявани от vicus, което може да е не повече от сбор от къщи и неформален пазар; а други pagi в районите на големите земеделски имоти (латифундии) се управляват чрез вила в центъра.
Британският историк на християнството Питър Браун сочи, че в първоначалния си смисъл paganus (езичник) означава гражданин или обикновен човек, изключен от властта и така считан за човек с по-малко значение. Далеч от административния център, било то седалището на епископ, ограден със стени град или просто укрепено село, такива жители на отдалечените райони – pagi са склонни да се придържат към старите религии и на тях се дава името „езичници”; думата е използвана унизително от християните в Латинския Запад за онези, които не желаят да се отрекат от традиционните религии на древността.

## Постримски пагус
Пагус-ът оцелява след разпадането на Западната Римска империя и е запазен за обозначаването на територията, контролирана от меровингски или каролингски комит (comes). В неговите граници по-малкото подразделение на пагуса е манор (manor). По-голямата част от съвременните френски pays са приблизително съпоставими със старите окръзи (например графство Команж, окръг Понтийо и т.н. Например в началото на 5 век, когато е изготвена римският регистър на градовете Notitia provinciarum et civitatum Galliae, Нормандия отговаря на Лугдунска Галия (Provincia Gallia Lugdunensis Secunda) с главен град Руан, с шест помощни епископски престола; тя съдържа седем града (civitates) заедно с този на Руан. За граждански цели провинцията е разделена на няколко pagi:
- град Rotomagus (Руан) формира Pagus Rotomagensis (днешно Roumois – плато югозападно от Руан), pagus Caletus (дн. Pays de Caux – район в Нормандия, заемащ по-голямата част от френския департамент Сен Маритим), pagus Vilcassinus (дн. Vexin – исторически район в Северозападна Франция) и pagus Tellaus (дн. Talou)
- град Байо формира pagus Bajocassinus (дн. Bessin – район в Нормандия, включващ за кратко през 9 век Otlinga Saxonia)
- град Lisieux формира pagus Lexovinus (дн. Lieuvin – плато в западната част на департамент Йор)
- град Кутанс формира pagus Corilensis и pagus Constantinus (дн. Котантен)
- град Авранш формира pagus Abrincatinus (дн. Avranchin – район в Нормандия)
- град Сеe формира pagus Oximensis (или Comté d'Hiémois), pagus Sagensis и pagus Corbonensis (Corbonnais)
- град Еврьо формира pagus Ebroicinus и pagus Madriacensis (дн. Merey).